# Liste de jeux Atari 2600

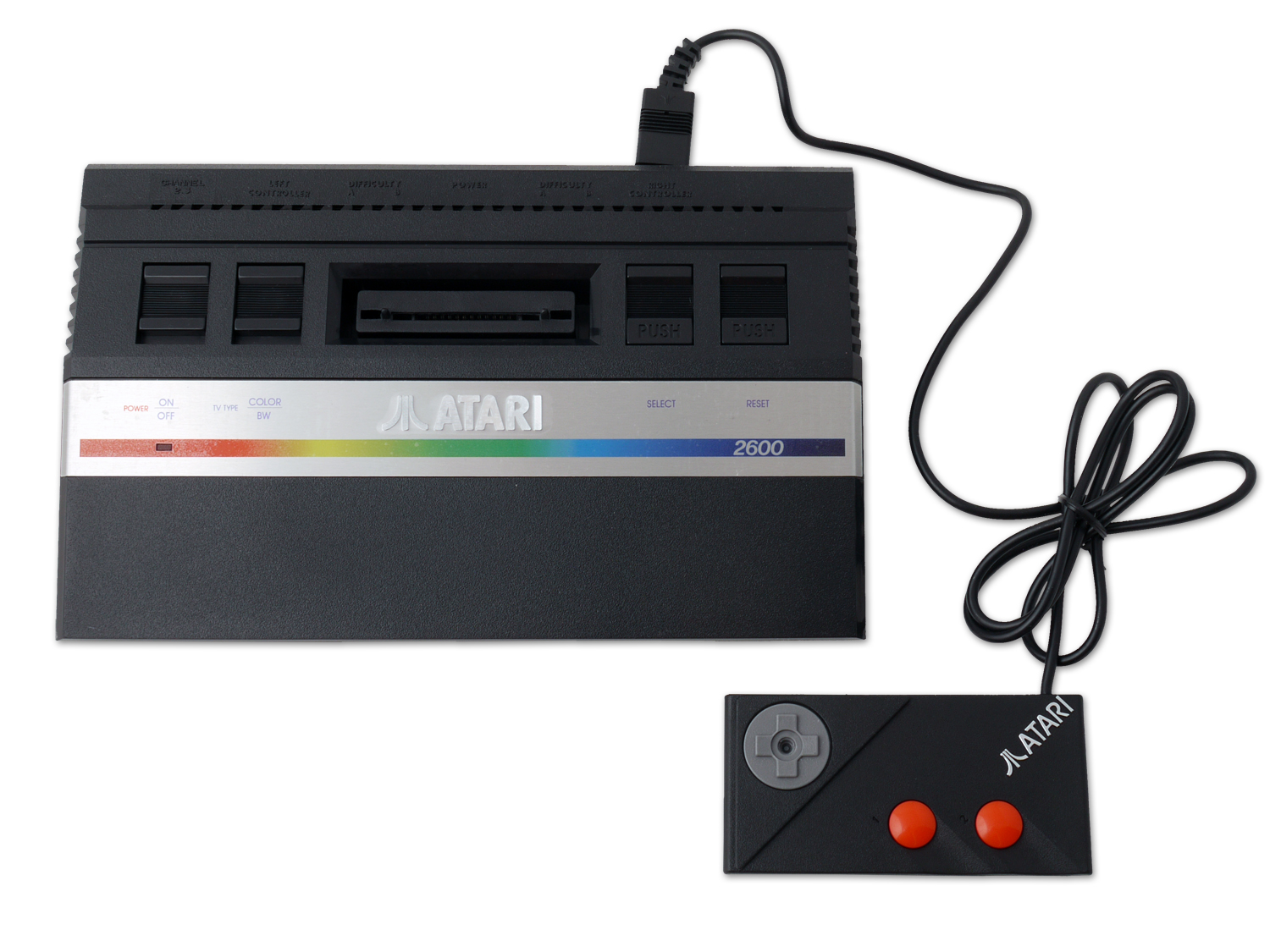
Console de jeux Atari 2600

Ceci est la liste de tous les jeux sortis sur Atari 2600, trié alphabétiquement.
- Haut – A
- B
- C
- D
- E
- F
- G
- H
- I
- J
- K
- L
- M
- N
- O
- P
- Q
- R
- S
- T
- U
- V
- W
- X
- Y
- Z

## 0-9
- 128-in-1 Junior Console
- 2 Pak Special - Dolphin, Pigs 'N Wolf
- 2 Pak Special Black - Challenge, Surfing
- 2 Pak Special Blue - Dungeon Master, Creature Strike
- 2 Pak Special Dark Blue - Planet Patrol, Wall Defender
- 2 Pak Special Light Green - Hoppy, Alien Force
- 2 Pak Special Magenta - CaveBlast, City War
- 2 Pak Special Orange - Space Voyage, Fire Alert
- 2 Pak Special Yellow - Star Warrior, Frogger
- 2-in-1 - Freeway (en) and Tennis
- 2-in-1 - Frostbite and River Raid
- 3-D Tic-Tac-Toe (Atari)
- 32 in 1 (Atari)
- 4 Pak
- 9 to 5 (20th Century Fox)

## A
- Advanced Dungeons and Dragons: Tower of Mystery (M Network)
- Advanced Dungeons and Dragons (M Network)
- Adventure (Atari)
- Adventures of Tron (M Network)
- Air Raid (Men-A-Vision)
- Air Raiders (M Network)
- Air-Sea Battle (Atari)
- Alien (20th Century Fox)
- Alpha Beam With Ernie (Atari)
- Amidar (Parker Brothers)
- Armor Ambush (M Network)
- Armor Ambush (USA)
- Artillery Duel/Chuck Norris Superkicks (Xonox)
- Artillery Duel/Ghost Manor (Xonox)
- Artillery Duel/Spike's Peak (Xonox)
- Artillery Duel (Xonox)
- Astérix (PAL) (Atari)
- Asteroids (Atari)
- Astroblast (M Network)
- Astroblast (USA)
- Astrochase (Parker Brothers)
- Atlantis (Imagic)

## B
- BASIC Programming (Atari)
- BMX Airmaster (Atari)
- Bachelor Party (Mystique)
- Backgammon (Atari)
- Bank Heist (20th Century Fox)
- Bank Heist (Action Hi-Tech)
- Bank Heist (Action Hi-Tech)
- Barnstorming (Activision)
- Basic Math (Atari)
- Basketball (Atari)
- Battlezone (Atari)
- Beamrider (Activision)
- Beat Em and Eat Em (Mystique)
- Berzerk (Atari)
- Big Bird's Egg Catch (Atari)
- Blackjack (Atari)
- Bobby Is Going Home (Bit Corporation)
- Bobby's Cosmic Adventure (USA)
- Bowling (Atari)
- Boxing (Activision)
- Brain Games (Atari)
- Breakout (Atari)
- Bridge (Activision)
- Bump 'n' Jump (M Network)
- Bumper Bash (Spectravision)
- Burgertime (M Network)
- Burgertime (USA)

## C
- California Games (Epyx)
- Canyon Bomber (Atari)
- Carnival (Coleco)
- Casino (Atari)
- Catch (US Games)
- Centipede (Atari)
- Challenge of Nexar (Spectravision)
- Championship Soccer (Atari)
- Chase the Chuck Wagon (Spectravision)
- Checkers (Activision)
- China Syndrome (Spectravision)
- Chopper Command (Activision)
- Chuck Norris Superkicks/Ghost Manor (Xonox)
- Chuck Norris Superkicks/Spike's Peak (Xonox)
- Chuck Norris Superkicks (Xonox)
- Circus Atari (Atari)
- Coconuts (Telesys)
- Codebreaker (Atari)
- Combat (Atari)
- Commando Raid (VidTec)
- Commando (Activision)
- Communist Mutants From Space (cassette) (Starpath)
- Computer Revenge (M Network)
- Congo Bongo (Sega)
- Concentration (Atari)
- Contenders (Activision)
- Cookie Monster Munch (Atari)
- Cosmic Ark (Imagic)
- Cosmic Commuter (Activision)
- Cosmic Creeps (Telesys)
- Crab Control (Action Hi-Tech)
- Crackpots (Activision)
- Crash Dive (20th Century Fox)
- Crazy Climber (Atari)
- Cross Force (Spectravision)
- Crossbow (Atari)
- Crypts Of Chaos (20th Century Fox)
- Crystal Castles (Atari)
- Custer's Revenge (Mystique)

## D
- Dark Cavern (M Network)
- Dark Chambers (Atari)
- Deadly Disks (USA)
- Death Trap (Avalon Hill)
- Decathlon (Activision)
- Defender (Gizmo&Alb)
- Defender II (Atari)
- Demolition Derby (Telesys)
- Demon Attack (Imagic)
- Demons To Diamonds (Atari)
- Desert Falcon (Atari)
- Diagnostic Cartridge (Atari)
- Dig Dug (Atari)
- Dishaster (Zimag)
- Dodge 'Em (Atari)
- Dolphin (Activision)
- Donkey Kong (Coleco)
- Donkey Kong Jr. (Coleco)
- Double Dragon (Activision)
- Double Dunk (Atari)
- Dragonfire (Imagic)
- Dragonstomper (cassette) (Starpath)
- Dragster (Activision)

## E
- E.T. the Extra-Terrestrial (Atari)
- Earth Dies Screaming (20th Century Fox)
- Eggomania (US Games)
- Enduro (Activision)
- Entombed (US Games)
- Escape From The Mindmaster (cassette) (Starpath)
- Espial (Tigervision)

## F
- F-18 vs. Aliens (Action Hi-Tech)
- Fall Guy (20th Century Fox)
- Fantastic Voyage (20th Century Fox)
- Fast Food (Telesys)
- Fathom (Imagic)
- Final Approach (Games by Apollo)
- Fire Fighter (Imagic)
- Fireball (cassette) (Starpath)
- Fishing Derby (Activision)
- Flag Capture (Atari)
- Flash Gordon (20th Century Fox)
- Football (Atari)
- Freeway (Activision)
- Frogger II: Threeedeep! (Parker Brothers)
- Frogger, The Official (cassette) (Starpath)
- Frogger (Parker Brothers)
- Frogs And Flies (M Network)
- Frogs And Flies (USA)
- Frontline (Zellers)
- Frostbite (Activision)
- Fun With Numbers (Atari)

## G
- GI Joe: Cobra Strike (Parker Brothers)
- Galaxian (Atari)
- Galaxy Invaders (Action Hi-Tech)
- Gangster Alley (Spectravision)
- Gangster Ruine (Spectravision)
- Garfield (Atari)
- Gas Hog (Spectravision)
- Ghost Manor/Spike's Peak (Xonox)
- Ghost Manor (Xonox)
- Ghostbusters (Activision)
- Golf (Atari)
- Gopher (US Games)
- Gorf (CBS Electronics)
- Grand Prix (Activision)
- Gravitar (Atari)
- Gremlins (Atari)
- Guardian (Games by Apollo)
- Gyruss (Parker Brothers)

## H
- H.E.R.O. (Activision)
- Halloween (Wizard Video)
- Hangman (Atari)
- Haunted House (Atari)
- Home Run (Atari)
- Human Cannonball (Atari)
- Hunt and Score (Atari)

## I
- Ice Hockey (Activision)
- Ikari Warriors (Atari)
- Impossible Game (Telesys)
- In Search Of The Golden Skull (M Network)
- In Search Of The Golden Skull (USA)
- Incredible Hulk (Parker Brothers)
- Indy 500 (Atari)
- Infiltrate (Games by Apollo)
- International Soccer (M Network)
- International Soccer (USA)
- Intuition (Tigervision)

## J
- James Bond 007 (Parker Brothers)
- James Bond As Seen In Octopussy (Parker Brothers)
- Jawbreaker (Tigervision)
- Journey Escape (Data Age)
- Joust (Atari)
- Jr. Pac-Man (Atari)
- Jungle Hunt (Atari)
- Jungle Raid (cassette) (Starpath)

## K
- Kaboom! (Activision)
- Kangaroo (Atari)
- Keystone Kapers (Activision)
- Killer Satellites (cassette) (Starpath)
- King Kong (Tigervision)
- Klax (Atari)
- Kool-Aid Man (M Network)
- Kreuzfeuer (Spectravision)
- Krull (Atari)
- Kung-Fu Master (Activision)
- Kyphus (Games by Apollo)

## L
- Laser Blast (Activision)
- Laser Gates (Imagic)
- Laser Volley (Zellers)
- Lochjaw (Games by Apollo)
- Lock 'n' Chase (M Network)
- Lock 'n' Chase (USA)
- Locomotion (M Network)
- London Blitz (Avalon Hill)
- Lord Of The Rings: Journey To Rivendell (Parker Brothers)
- Lost Luggage (Games by Apollo)

## M
- M A S H (20th Century Fox)
- MAD (US Games)
- Mangia (Spectravision)
- Marauder (Tigervision)
- Marine Wars (Konami)
- Mario Bros. (Atari)
- Master Builder (Spectravision)
- Masters of the Universe: Power of He-Man (M Network)
- Math Gran Prix (Atari)
- Maze Chase (US Games)
- Maze Craze: A Game Of Cops And Robbers (Atari)
- McDonald's (Parker Brothers)
- Megaforce (20th Century Fox)
- Megamania (Activision)
- Meltdown (20th Century Fox)
- Midnight Magic (Atari)
- Millipede (Atari)
- Miner 2049er II (Tigervision)
- Miner 2049er (Tigervision)
- Miniature Golf (Atari)
- Missile Command (Atari)
- Missile Control (Video Gems)
- Missile Intercept (US Games)
- Mission Survive (Video Gems)
- Mogul Maniac (Amiga)
- Montezuma's Revenge: Starring Panama Joe (Parker Brothers)
- Moon Patrol (Atari)
- Moonsweeper (Imagic)
- Moto Rodeo (Atari)
- Motocross Racer (Xonox)
- Mouse Trap (Coleco)
- Mr Do's Castle (Parker Brothers)
- Mr Postman (Bit Corp)
- Ms. Pac-Man (Atari)
- Mystic Castle (M Network)

## N
- Name This Game (VidTec)
- Night Driver (Atari)
- Night Stalker (USA)
- No Escape! (Imagic)
- Nova Blast (Imagic)

## O
- Obélix (PAL)(Atari)
- Ocean City Defender (Zellers)
- Off the Wall (Atari)
- Oink! (Activision)
- Oscar's Trash Race (Atari)
- Othello (Atari)
- Out Of Control (Avalon Hill)
- Outlaw (Atari)

## P
- Pac-Man (Atari)
- Panda Chase (Home Vision)
- Party Mix (cassette) (Starpath)
- Pele's Championship Soccer (Atari)
- Pele's Soccer (Atari)
- Pengo (Atari)
- Pete Rose Baseball (Absolute Entertainment)
- Phasor Patrol (cassette) (Starpath)
- Phoenix (Atari)
- Picnic (US Games)
- Pick'n'Pile (Salu)
- Piece O'Cake (US Games)
- Pigs In Space (Atari)
- Piraten-Schiff (Spectravision)
- Pitfall II: Lost Caverns (Activision)
- Pitfall! (Activision)
- Planet Patrol (Spectravision)
- Planeten Patrouille (Spectravision)
- Plaque Attack (Activision)
- Polaris (Tigervision)
- Pole Position (Atari)
- Pompeii (Games by Apollo)
- Pooyan (Konami)
- Popeye (Parker Brothers)
- Porky's (20th Century Fox)
- Pressure Cooker (Activision)
- Private Eye (Activision)

## Q
- Q*bert's Qubes (Parker Brothers)
- Q*bert (Atari)
- Q*bert (Parker Brothers)
- Quadrun (Atari)
- Quest for Quintana Roo (Telesys)
- Quick Step (Imagic)

## R
- Rabbit Transit (cassette) (Starpath)
- Racquet Ball (Games by Apollo)
- Radar Lock (Atari)
- Radar (Zellers)
- Raft Rider (US Games)
- Raiders of the Lost Ark (Atari)
- Ram It (Telesys)
- Rampage (Activision)
- Reactor (Parker Brothers)
- Realsports Baseball (Atari)
- Realsports Boxing (Atari)
- Realsports Football (PAL) (Atari)
- Realsports Football (Atari)
- Realsports Soccer (Atari)
- Realsports Tennis (Atari)
- Realsports Volleyball (Atari)
- Revenge Of The Beefsteak Tomatoes (20th Century Fox)
- Riddle Of The Sphinx (Imagic)
- River Patrol (Tigervision)
- River Raid II (Activision)
- River Raid (Activision)
- Road Runner (Atari)
- Robin Hood/Sir Lancelot - The Joust (Xonox)
- Robin Hood (Xonox)
- Robot Commando Raid (VidTec)
- Robot Tank (Activision)
- Roc'N Rope (CBS Electronics)
- Rock 'n' Roll Escape (Gameworld)
- Rubik's Cube (Atari)

## S
- Scraper Caper (Tigervision)
- Sea Battle (M Network)
- Seaquest (Activision)
- Secret Quest (Atari)
- Sentinel (Atari)
- Shark Attack (Games by Apollo)
- Shootin' Gallery (Imagic)
- Shuttle Orbiter (Avalon Hill)
- Signal Tracing Cartridge (Atari)
- Sir Lancelot (Xonox)
- Six Pack (20th Century Fox)
- Skate Boardin': A Radical Adventure (Absolute Entertainment)
- Skeet Shoot (Games by Apollo)
- Skiing (en) (Activision)
- Sky Diver (Atari)
- Sky Jinks (Activision)
- Sky Lancer (Tigervision)
- Sky Patrol (Imagic)
- Sky Skipper (Parker Brothers)
- Slot Machine (Atari)
- Slot Racers (Atari)
- Sneak 'N Peek (VidTec)
- Snoopy and The Red Baron (Atari)
- Solar Storm (Imagic)
- Solaris (Atari)
- Sorcerer's Apprentice (Atari)
- Space Attack (M Network)
- Space Attack (USA)
- Space Cavern (Games by Apollo)
- Space Chase (Games by Apollo)
- Space Grid (Action Hi-Tech)
- Space Invaders (Atari)
- Space Jockey (VidTec)
- Space Maze (Telesys)
- Space Shuttle: A Journey into Space (Activision)
- Space War (Atari)
- Spacemaster X-7 (20th Century Fox)
- Spider Fighter (Activision)
- Spider-Man (Parker Brothers)
- Spike's Peak (Xonox)
- Springer (Tigervision)
- Sprintmaster (Atari)
- Squeeze Box (US Games)
- Squoosh (Games by Apollo)
- Stampede (Activision)
- Star Raiders (Atari)
- Star Ship (Atari)
- Star Strike (M Network)
- Star Strike (USA)
- Star Voyager (Imagic)
- Star Wars: Return of the Jedi - Death Star Battle (Parker Brothers)
- Star Wars: Return of the Jedi - Ewok Adventure (Parker Brothers)
- Star Wars: Jedi Arena (Parker Brothers)
- Star Wars: The Arcade Game (Parker Brothers)
- Star Wars: The Empire Strikes Back (Parker Brothers)
- Stargate (Atari)
- Stargunner (Telesys)
- Starmaster (Activision)
- Steeple Chase (Video Gems)
- Strategy X (Konami)
- Strawberry Shortcake: Musical Match-Ups (Parker Brothers)
- Street Racer (Atari)
- Submarine Commander
- Subterranea (Imagic)
- Suicide Mission (cassette) (Starpath)
- Super Baseball (Atari)
- Super Baumeister (Spectravision)
- Super Breakout (Atari)
- Super Challenge Baseball (M Network)
- Super Challenge Baseball (USA)
- Super Cobra (Parker Brothers)
- Super Crush (Tigervision)
- Super Football (Atari)
- Superman (Atari)
- Surf's Up (Amiga)
- Surfer's Paradise: But Danger Below! (Video Gems)
- Surround (Atari)
- Survival Island (cassette) (Starpath)
- Sword Of Saros (cassette) (Starpath)
- Swordquest: Earthworld (Atari)
- Swordquest: Fireworld (Atari)
- Swordquest: Waterworld (Atari)

## T
- Tank City (Action Hi-Tech)
- Tapeworm (Spectravision)
- Target Fun (Sears)
- Tax Avoiders (American Videogame)
- Taz (Atari)
- Tennis (Activision)
- Texas Chainsaw Massacre (Wizard Video)
- The Fly (US Games)
- Threshold (Tigervision)
- Thrust (Jeremy Smith)
- Title Match Pro Wrestling (Absolute Entertainment)
- Tomarc The Barbarian (Xonox)
- Tomcat: The F-14 Fighter Simulator (Absolute Entertainment)
- Towering Inferno (US Games)
- Track and Field (Atari)
- Treasure Below (Video Gems)
- Trick Shot (Imagic)
- Tron Deadly Discs (M Network)
- Tunnel Runner (CBS Electronics)
- Turmoil (20th Century Fox)
- Turmoil (Zellers)
- Tutankham (Parker Brothers)

## U
- Universal Chaos (Telegames)
- Up n' Down (Sega)

## V
- Vanguard (Atari)
- Venture (Atari)
- Video Checkers (Atari)
- Video Chess (Atari)
- Video Cube (Atari)
- Video Olympics (Atari)
- Video Pinball (Atari)

## W
- Wabbit (Games by Apollo)
- Wall Ball (Avalon Hill)
- War Zone (Action Hi-Tech)
- Warlords (Atari)
- Weird Bird (US Games)
- Wing War (Imagic)
- Winter Games (Epix)
- Wizard of Wor (CBS Electronics)
- Word Zapper (VidTec)

## X
- Xenophobe (Atari)
- X.MAN

## Y
- Yars' Revenge (Atari)

## Z
- Zaxxon (Coleco)
- Zoo Fun (Home Vision)

- Haut – A
- B
- C
- D
- E
- F
- G
- H
- I
- J
- K
- L
- M
- N
- O
- P
- Q
- R
- S
- T
- U
- V
- W
- X
- Y
- Z